# Antônio Delfim Netto
António Delfim Netto (São Paulo, 1 de mayo de 1928-São Paulo, 12 de agosto de 2024) fue un economista, académico y político brasileño.

## Biografía
Se desempeñó como Ministro de Hacienda entre 1967 y 1974. Su gestión estuvo marcada por el surgimiento del llamado "milagro brasileño", todavía hoy discutido.
Fue además embajador en Francia entre 1975 y 1978, Ministro de Agricultura en 1979 y Ministro de Planeamiento entre 1979 y 1985. Al retornar la democracia fue elegido diputado en cinco periodos consecutivos.
Durante la segunda presidencia de Lula fue asesor presidencial.
En 2012 expresó elogios hacia el nuevo giro político de Dilma Rousseff.